# ドコモ・センツウ
ドコモ・センツウ株式会社は、ドコモグループの一員で、船舶電話・衛星電話・国外向け携帯電話レンタル・外国人向け国内携帯電話レンタル・ドコモショップの運営を行っていた企業。「センツウ」は旧社名の日本船舶通信株式会社（にっぽんせんぱくつうしん）の略称である。
2008年11月30日を以てドコモ・モバイル株式会社に吸収合併され解散した。

## 概要
旧社名からわかるとおり、船舶電話事業が柱となっていたが、その後は通信衛星を使用する「ワイドスター」のみとなっている。
また、イベントなどの短期使用や来日外国人向けに国内携帯電話のレンタルを行っていた。

## 解散・事業承継
2008年4月25日に親会社のNTTドコモから当社を同年11月末日をもって解散（法人としてはドコモ・モバイルに合併）する予定であることが発表された。衛星船舶電話はドコモ・モバイルに、ドコモショップ事業・国際関連事業はドコモ・ビジネスネット、ドコモ・サポート、地域のドコモ・サービス各社に引き継がれた。

## 沿革
- 1952年12月4日 - 日本船舶通信株式会社として設立。
- 2000年 - ドコモ・センツウに社名変更。
- 2008年11月30日 - ドコモ・モバイル株式会社に吸収合併され解散。